# Jacobina Bello y Espinosa
Jacobina Bello y Espinosa (Santa Cruz de Tenerife, ca. 1830 - 7 de novembre de 1889) va ser una pintora canària. Va participar en diverses exposicions de belles arts a l'arxipèlag.
Va néixer a Santa Cruz de Tenerife vers 1830 en una família benestant de San Cristóbal de la Laguna. Era filla de l'advocat i professor universitari Domingo Bello y Lenard i d'Ana Ignacia Espinosa y Carta. Hom afirma que va rebre formació artística del seu germà José Lorenzo, format a la Reial Acadèmia de Belles Arts de Sant Ferran. Hom la considera pintora d'afecció.
El 1853 va presentar per primera vegada la seva obra a l'Exposició d'Arts i Indústria de la Societat Literària de Las Palmas, i uns mesos més tard a la de la Societat de Belles Arts de Santa Cruz de Tenerife, amb dues pintures, una d'una ermità i un retrat d'una noia del camp. El 1855-1856 també va participar en la de l'Acadèmia Provincial de Belles Arts. A l'exposició celebrada el 1862 va presentar dues pintures de gènere, una representava Una família de pescadors. Va ser premiada amb una medalla de bronze.
El 23 de maig de 1878 es va casar a Santa Cruz de Tenerife amb el seu cosí germà José Bello y Colombo, capità d'infanteria, el qual també havia tingut formació artística a l'Acadèmia Provincial de Belles Arts. El matrimoni es va instal·lar a Granadilla de Abona, localitat on va fer diversos retrats dels Regalado, amics de la família. El 1887 el seu marit es destinat a Las Palmas, es desconeix si ella va arribar a traslladar-s'hi, perquè tenia una malaltia incurable que li va provocar la mort el 7 de novembre de 1889.